# Phorbia haberlandti
Phorbia haberlandti is een vliegensoort uit de familie van de bloemvliegen (Anthomyiidae). De wetenschappelijke naam van de soort is voor het eerst geldig gepubliceerd in 1865 door Schiner.